# 温带大陆性湿润气候

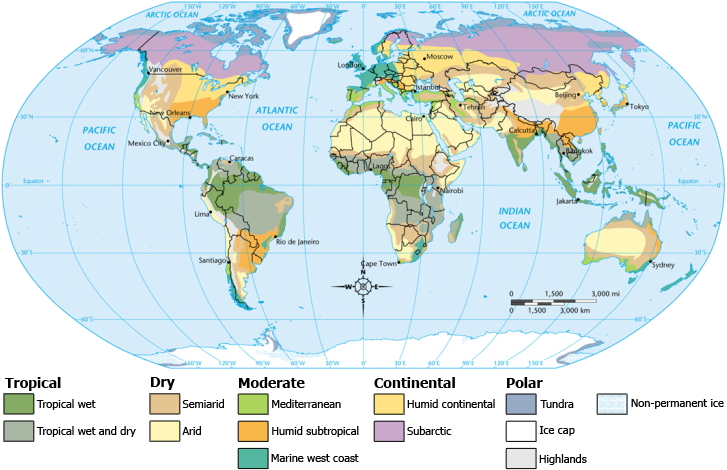
柯本气候分类法中的温带大陆性湿润气候，东北亚地区也称温带季风气候

温带大陆性湿润气候，又称湿润大陆性气候，是一种气候类型，温度年际变化较大。夏季炎热、冬季寒冷（低于0°C）。比起东亚的温带季风气候，此类气候降水随季节分布较为均匀，冬季通常有更丰沛的降雪。

## 炎夏亚型（Dfa）
最热月份的平均温度至少是22°C。在几乎以北纬40°线为南缘的情况下，此种亚型在美国中东部分布宽泛。在加拿大东南部、东欧（主要是北高加索与西哈萨克斯坦）与东亚（朝鲜半岛东部、日本北部）亦有较狭小的分布。此种气候状况通常有4-7个月份的无霜期。

## 暖夏亚型（Dfb）
最热月份的平均温度低于22°C，降水通常少于炎夏亚型。在北美与欧洲，它的分布范围远大于炎夏亚型，尤其是在欧洲可向北延伸至北极圈内。此种气候状况通常有3-7个月份的无霜期，高温天气很少持续超过一个星期，冬季寒冷漫长。
许多降水丰沛的高海拔地区的气候表现为Dfb类型，例如新西兰南岛的部分区域。北美洲西部的山区亦有这样的表现，但因较少的降水而被归类为半干旱气候。

## 成因与特征
1. 冬季寒冷少雨：从海洋来的西风经过大陆变性作用，气温较低且湿度较低。但常有锋面气旋经过。冬季降水比温带海洋性气候要少但比温带季风气候要多。
2. 夏季多对流雨，但不如温带季风气候集中。

## 自然带
温带阔叶林

## 区内农业
大牧场放牧业、商品谷物农业等

## 代表城市
列表
- 俄羅斯 莫斯科
- 俄羅斯 圣彼得堡
- 俄羅斯 加里宁格勒
- 俄羅斯 斯大林格勒
- 乌克兰 基辅
- 乌克兰 敖德萨
- 白俄羅斯 明斯克
- 白俄羅斯 布列斯特
- 爱沙尼亚 塔林
- 波蘭 华沙
- 波蘭 格但斯克
- 波蘭 克拉科夫
- 奥地利 維也納
- 斯洛伐克 布拉提斯拉瓦
- 匈牙利 布達佩斯
- 科索沃 普里什蒂納
- 科索沃 米特羅維察
- 科索沃 波杜耶沃
- 阿尔巴尼亚 波格拉德茨
- 阿尔巴尼亚 科爾察
- 薩拉熱窩
- 圖茲拉
- 巴尼亞盧卡
- 保加利亚 索非亞
- 保加利亚 大特爾諾沃
- 薩格勒布
- 奧西耶克
- 羅馬尼亞 布加勒斯特
- 羅馬尼亞 錫比烏
- 羅馬尼亞 蒂米什瓦拉
- 北馬其頓 斯科普里
- 捷克 布拉格
- 德国 柏林
- 德国 法蘭克福
- 德国 慕尼黑
- 挪威 奧斯陸
- 芬兰 赫尔辛基
- 中国 大连
- 中国 烟台
- 中国 威海
- 美国 芝加哥
- 美国 紐約
- 美国 波士頓
- 美国 底特律
- 加拿大 渥太华
- 加拿大 多伦多
- 加拿大 蒙特利尔
- 加拿大 温尼伯
- 加拿大 卡尔加里
- 加拿大 埃德蒙顿

气候图表